# Edge of Everything
Edge of Everything ist ein Filmdrama von Sophia Sabella und Pablo Feldman. Der Coming-of-Age-Film mit Sierra McCormick, Jason Butler Harner und Ryan Simpkins in den Hauptrollen feierte im Juni 2023 beim Filmfest München seine Premiere.

## Handlung
Die 14-jährige Abby wurde früher als erwartet mit der Realität des Erwachsenwerdens konfrontiert. Nach dem Tod ihrer Mutter musste Abby bei ihrem Vater David und dessen neuer, etwas jüngeren Freundin Leslie einziehen. Sie hat kurzes rotes Haar, durchdringende Augen mit starkem Eyeliner, roten Lippenstift und eine feurige, konfrontative Haltung, die zu ihrem auffälligen Aussehen passt. Abby ist sehr begierig, die Freuden und Schwierigkeiten der Jugend zu erleben. Auf der Suche nach Orientierung freundet sich Abby mit der rebellischen Caroline an, die zwar nicht immer ein gutes Vorbild abgibt, ihr aber neue Perspektiven auf die Irrungen und Wirrungen des Lebens aufzeigt.

## Produktion

### Filmstab, Besetzung und Dreharbeiten
Regie führten Sophia Sabella und Pablo Feldman. Gemeinsam schrieben sie auch das Drehbuch für den Film. Es handelt sich bei Edge of Everything um das Spielfilmdebüt des Duos. Gemeinsam mit Jolene Mendes und Rabia Sultana treten sie auch als Produzenten des Films in Erscheinung.

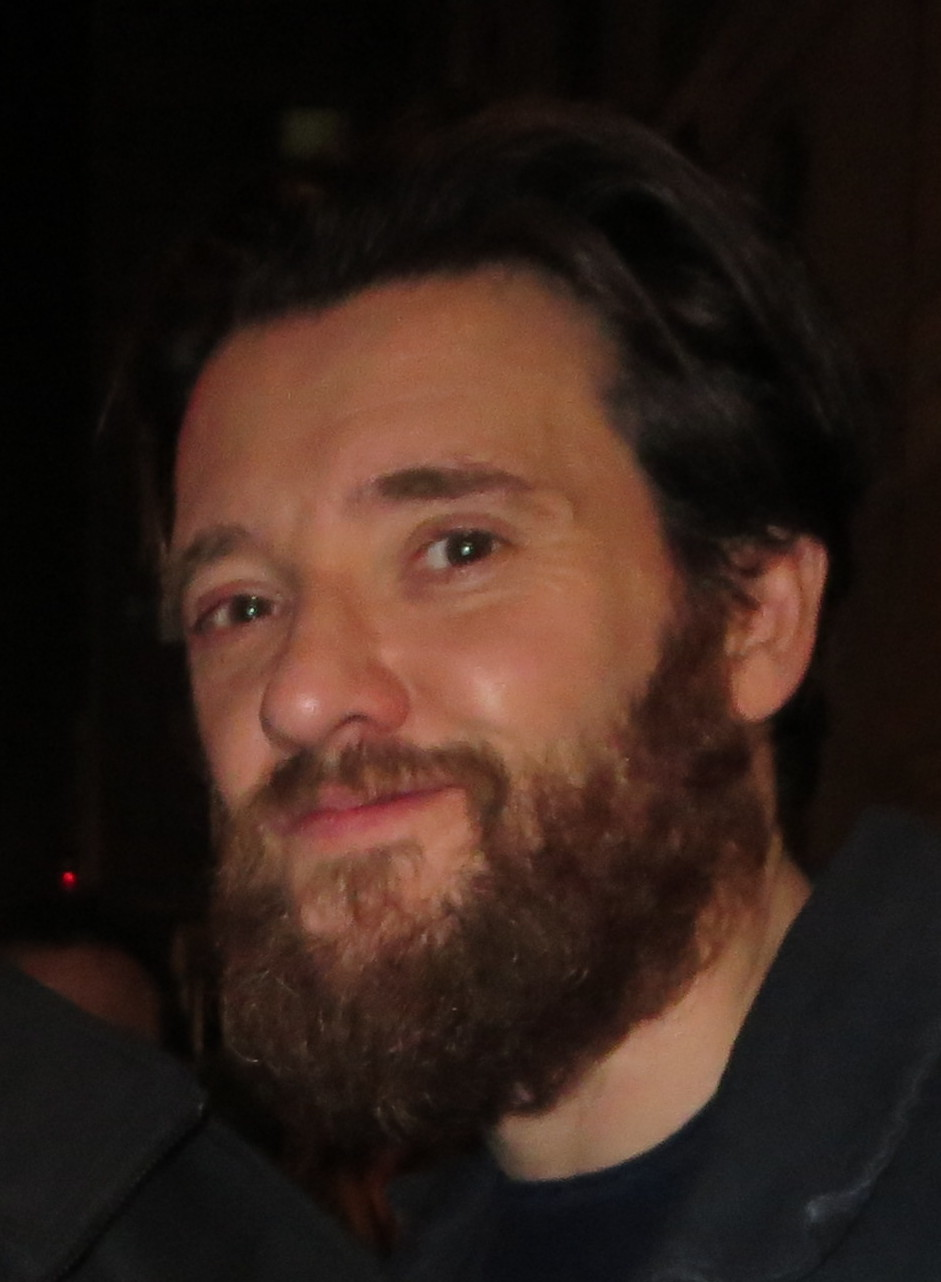
Jason Butler Harner spielt Abbys Vater David

Sierra McCormick spielt die 14-jährige Abby. Sie ist bekannt durch die Hauptrolle in der Fernsehserie A.N.T.: Achtung Natur-Talente und Filme wie Die Weite der Nacht. Jason Butler Harner spielt ihren Vater David und Sabina Friedman-Seitz dessen neue, etwas jüngere Freundin Leslie. Ryan Simpkins ist in der Rolle von Abbys neuer Freundin Caroline zu sehen.
Als Kameramann fungierte Scott Ray.

### Veröffentlichung
Die Weltpremiere fand am 25. Juni 2023 beim Filmfest München statt. Im Februar 2024 wurde der Film beim Santa Barbara International Film Festival gezeigt. Anfang März 2024 wurde er beim Sun Valley Film Festival gezeigt. Im November 2023 wurde Edge of Everything beim exground Filmfest in der Reihe Youth Days vorgestellt. Die Vertriebsrechte für die USA liegen bei Lightyear Entertainment.

## Rezeption

### Kritiken
Bradley Gibson schreibt in seiner Kritik für Film Threat,  die beiden stärksten filmischen Elemente von Edge of Everything seien die Kameraführung und die herausragende Leistung von Sierra McCormick in der Rolle von Abby. Scott Rays Aufnahmen der Bergkulisse seien atemberaubend, andere Szenen so intim, fast so, als würde der Zuschauer private Momente belauschen. McCormicks schauspielerische Fähigkeiten seien der Höhepunkt des Films und für ihr Alter außergewöhnlich ausgeprägt. Gibson vergleicht ihre Leistung mit der von Evan Rachel Wood in dem Film Dreizehn von Catherine Hardwicke aus dem Jahr 2003.

### Auszeichnungen
exground 2023
- Auszeichnung mit dem Publikumspreis[12]

Santa Barbara International Film Festival 2024
- Auszeichnung mit dem Panavision Spirit Award for Independent Cinema[13]